# Onze-Lieve-Vrouwekerk (Vlezenbeek)

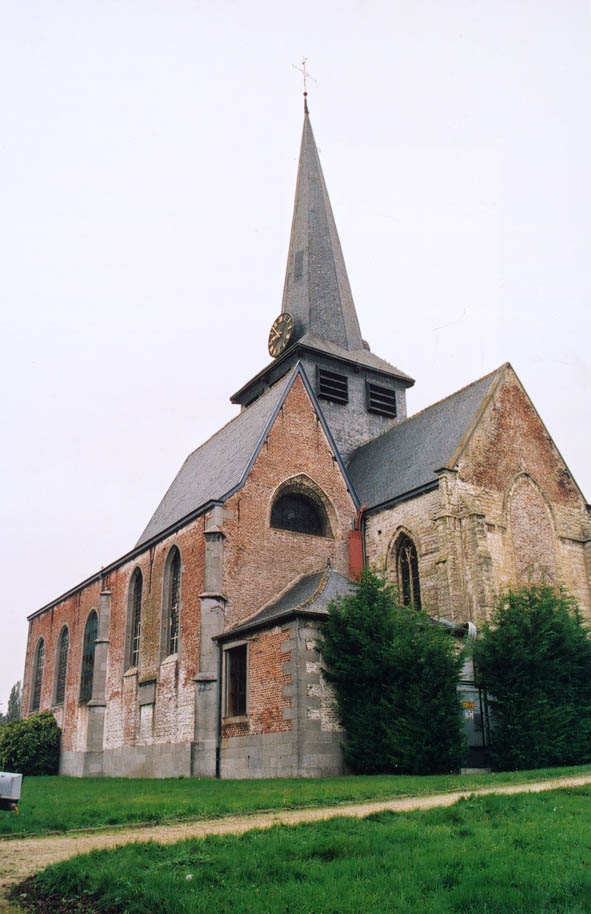
Onze-Lieve-Vrouwekerk

De Onze-Lieve-Vrouwekerk is de parochiekerk van de tot de Vlaams-Brabantse gemeente Sint-Pieters-Leeuw behorende plaats Vlezenbeek, gelegen aan het Dorp.

## Geschiedenis
Vlezenbeek was kerkelijk afhankelijk van de parochie van Sint-Pieters-Leeuw, waarvan het patronaatsrecht berustte bij de Heilig-Grafabdij te Kamerijk. In 1305 werd Vlezenbeek een zelfstandige parochie.
Vlezenbeek bezat een aan Onze-Lieve-Vrouw gewijde kapel nabij een wonderbare bron, de Merselborre genaamd. Later werd een romaans kerkje gebouwd, waarin een wonderbaar beeld van Maria werd vereerd. Tijdens de godsdiensttwisten, eind 16e eeuw werd dit beeld, en ook het kerkarchief, verwoest.

## Gebouw
De oudste delen van het huidige kerkgebouw, met name het vroeggotisch koor, stammen uit de 14e eeuw. De kern van de middenbeuk is 14e- of 15e-eeuws. De toren zou in 1616 zijn gebouwd en bevindt zich op de overgang tussen schip en koor.
De lage noordelijke zijbeuk werd in 1771 vervangen en in 1808-1809 werd de zuidelijke zijbeuk voltooid. Hiervan getuigt het chronogram: eXpensIs atqUe pIetate/ perILLUstrIs/ paULI/ arConatI Deo DIVo qUoqUe/antonIo paDUano/ strUor/ posuit gratus animus, wat 1808 oplevert.
Aldus ontstond een driebeukig kerkgebouw waarvan de oudere delen in diverse zandsteensoorten werden uitgevoerd en de zuidelijke zijbeuk in baksteen. Het hoofdkoor is recht afgesloten. De toren, gebouwd in hout, is met leien bekleed.

## Interieur
Het altaarstuk Tenhemelopneming van Maria, door Hendrick de Clerck, is uit de 17e eeuw. Uit 1589 is een gepolychromeerd houten Mariabeeld. Van het kerkmeubilair is het hoofdaltaar, uit 1738, in barokstijl. Uit hetzelde jaar is het noordelijk zijaltaar, aan Onze-Lieve-Vrouw gewijd. Het zuidelijk zijaltaar, gewijd aan Sint-Antonius, is van 1808. De preekstoel, in barokstijl, werd in 1680 vervaardigd. Het overige kerkmeubilair, en diverse kunstwerken, werden in de 19e en 20e eeuw vervaardigd.